# Camponotus longipilis
Camponotus longipilis är en myrart som beskrevs av Carlo Emery 1911. Camponotus longipilis ingår i släktet hästmyror, och familjen myror.

## Underarter
Arten delas in i följande underarter:
- C. l. longipilis
- C. l. postangulatus